# Liste des hymnes nationaux
Cet article présente la liste des hymnes nationaux des différents pays du monde, membres des Nations unies ou observateurs ou reconnus
| État                             | Titre de l'hymne                                          | Titre en français                                               | Année d'adoption                            | Fichier audio |
| -------------------------------- | --------------------------------------------------------- | --------------------------------------------------------------- | ------------------------------------------- | ------------- |
| Afghanistan                      | Milli Tharana                                             | Hymne national                                                  | 2021                                        |               |
| Afrique du Sud                   | Nkosi Sikelel'iAfrika/Die Stem                            | Dieu sauve l'Afrique/L'Appel de l'Afrique du Sud                | 1997                                        |               |
| Albanie                          | Hymni i Flamurit                                          | L'Hymne au Drapeau                                              | 1912                                        |               |
| Algérie                          | Qassaman                                                  | Le Serment                                                      | 1962                                        |               |
| Allemagne                        | Das Lied der Deutschen (3ème strophe)                     | Le Chant des Allemands                                          | 1922                                        |               |
| Andorre                          | El Gran Carlemany                                         | Le Grand Charlemagne                                            | 1921                                        |               |
| Angola                           | Angola Avante                                             | En avant, Angola                                                | 1975                                        |               |
| Antigua-et-Barbuda               | Fair Antigua, We Salute Thee                              | Juste Antigua, nous te saluons                                  | 1967                                        |               |
| Arabie saoudite                  | Aash Al Malik                                             | Le salut royal                                                  | 1950                                        |               |
| Argentine                        | Himno Nacional Argentino                                  | Hymne national argentin                                         | 1813                                        |               |
| Arménie                          | Mer Hayrenik                                              | Notre Patrie                                                    | 1918; 1991                                  |               |
| Australie                        | Advance Australia Fair                                    | Qu'avance la belle Australie                                    | 1984                                        |               |
| Autriche                         | Land der Berge, Land am Strome                            | Pays des montagnes, pays sur le fleuve                          | 1947                                        |               |
| Azerbaïdjan                      | Azərbaycan Respublikasının Dövlət Himni                   | Marche azerbaïdjanaise                                          | 1992                                        |               |
| Bahamas                          | March On, Bahamaland                                      | Marchez, Bahamas                                                | 1973                                        |               |
| Bahreïn                          | Bahrainouna                                               | Notre Bahreïn                                                   | 1971                                        |               |
| Bangladesh                       | Amar Shonar Bangla                                        | Mon Bengale doré                                                | 1972                                        |               |
| Barbade                          | In Plenty and In Time of Need                             | Dans l'abondance et dans le besoin                              | 1966                                        |               |
| Belgique                         | La Brabançonne                                            | La Brabançonne                                                  | 1860                                        |               |
| Belize                           | Land of the Free                                          | Terre des Libres                                                | 1981                                        |               |
| Bénin                            | L'Aube nouvelle                                           |                                                                 | 1960                                        |               |
| Bhoutan                          | Druk tsendhen                                             | Terre du dragon tonnerre                                        | 1953                                        |               |
| Biélorussie                      | My, Bielaroussy                                           | Nous, Biélorusses                                               | 1955                                        |               |
| Birmanie                         | Gba Majay Bma                                             | Nous aimerons la Birmanie                                       | 1947                                        |               |
| Bolivie                          | Bolivianos, El Hado Propicio                              | Boliviens, le Destin Propice                                    | 1851                                        |               |
| Bosnie-Herzégovine               | Intermeco                                                 | Intermezzo                                                      | 1999                                        |               |
| Botswana                         | Fatshe leno la rona                                       | Bénie soit cette patrie noble                                   | 1966                                        |               |
| Brésil                           | Hino Nacional Brasileiro                                  | Hymne national brésilien                                        | 1831                                        |               |
| Brunei                           | Allah Peliharakan Sultan                                  | Dieu bénisse le Sultan                                          | 1951                                        |               |
| Bulgarie                         | Mila Rodino                                               | Chère patrie                                                    | 1964                                        |               |
| Burkina Faso                     | Ditanyè                                                   | L'Hymne de la Victoire                                          | 1984                                        |               |
| Burundi                          | Burundi bwacu                                             | Burundi aimé                                                    | 1962                                        |               |
| Cambodge                         | Nokoreach                                                 | Majestueux Royaume                                              | 1941 ; réadopté en 1993                     |               |
| Cameroun                         | Chant de Ralliement                                       | Chant de Ralliement                                             | 1957                                        |               |
| Canada                           | Ô Canada                                                  |                                                                 | 1980                                        |               |
| Cap-Vert                         | Cântico da Liberdade                                      | Chant de la Liberté                                             | 1996                                        |               |
| Chili                            | Himno Nacional de Chile                                   | Hymne national du Chili                                         | 1828                                        |               |
| Chine                            | 义勇军进行曲 (Yìyǒngjūn Jìnxíngqǔ)                        | La Marche des Volontaires                                       | 1949 (provisoirement) 1982 (officiellement) |               |
| Chypre                           | Ύμνος εις την Ελευθερίαν (Ymnos is tin Eleftherian)       | Hymne à la Liberté                                              | 1966                                        |               |
| Colombie                         | Himno nacional de Colombia                                | Hymne national de la Colombie                                   | 1920                                        |               |
| Comores                          | Udzima wa yamasiwa                                        | L'Union des îles                                                | 1978                                        |               |
| Corée du Nord                    | Chant patriotique                                         |                                                                 | 1947                                        |               |
| Corée du Sud                     | Aegukga                                                   | Chanson de l'amour pour le Pays                                 | 1948                                        |               |
| Costa Rica                       | Noble patria, tu hermosa bandera                          | Noble patrie, ton beau drapeau                                  | 1853                                        |               |
| Côte d'Ivoire                    | L'Abidjanaise                                             | L'Abidjanaise                                                   | 1962                                        |               |
| Croatie                          | Lijepa naša domovino                                      | Toi, notre belle patrie                                         | 1972                                        |               |
| Cuba                             | La Bayamesa                                               | La Bayamaise                                                    | 1902                                        |               |
| Danemark                         | Kong Christian stod ved højen mast                        | Le roi Christian se tenait au pied du haut mât                  | 1780                                        |               |
| Danemark                         | Der er et yndigt land                                     | Il y a un pays charmant                                         | 1835                                        |               |
| Djibouti                         | Djibouti                                                  |                                                                 | 1977                                        |               |
| Dominique                        | Isle of Beauty, Isle of Splendour                         | Ile de Beauté, Ile de Splendeur                                 | 1967                                        |               |
| Égypte                           | Biladi, Biladi, Biladi                                    | Ma patrie, ma patrie, ma patrie                                 | 1979                                        |               |
| Émirats arabes unis              | Ishy Bilady                                               | Vive ma patrie                                                  | 1971                                        |               |
| Équateur                         | Salve, Oh Patria                                          | Nous te saluons, Oh Patrie                                      | 1948                                        |               |
| Érythrée                         | Ertra, Ertra, Ertra                                       | Érythrée, Érythrée, Érythrée                                    | 1993                                        |               |
| Espagne                          | Marcha Real                                               | La Marche Royale                                                | 1770                                        |               |
| Estonie                          | Mu isamaa, mu õnn ja rõõm                                 | Ma patrie, mon bonheur et ma joie                               | 1920                                        |               |
| Eswatini                         | Nkulunkulu Mnikati wetibusiso temaSwati                   | Oh Seigneur notre Dieu, ordonnateur des bénédictions des Swazis | 1968                                        |               |
| États-Unis                       | The Star-Spangled Banner                                  | La Bannière étoilée                                             | 1931                                        |               |
| Éthiopie                         | Wedefit Gesgeshi Woude Enat Ityopya                       | Marche vers l'avant, chère Mère Éthiopie                        | 1992                                        |               |
| Fidji                            | God Bless Fiji                                            | Dieu Bénisse les Fidji                                          | 1970                                        |               |
| Finlande                         | Maamme                                                    | Notre Pays                                                      | 1917                                        |               |
| France                           | La Marseillaise                                           |                                                                 | 1795                                        |               |
| Gabon                            | La Concorde                                               |                                                                 | 1960                                        |               |
| Gambie                           | For The Gambia Our Homeland                               | Pour la Gambie Notre Patrie                                     | 1965                                        |               |
| Géorgie                          | Tavisoupleba                                              | Liberté                                                         | 2004                                        |               |
| Ghana                            | God Bless Our Homeland Ghana                              | Dieu Bénisse Notre Patrie le Ghana                              | 1957                                        |               |
| Grèce                            | Ýmnos is tin Elefterían (Ύμνος εις την Ελευθερίαν)        | Hymne à la Liberté                                              | 1865                                        |               |
| Grenade                          | Hail Grenada                                              | Je vous salue Grenade                                           | 1974                                        |               |
| Guatemala                        | Guatemala Feliz                                           | Le Guatemala heureux                                            | 1896                                        |               |
| Guinée                           | Liberté                                                   |                                                                 | 1958                                        |               |
| Guinée-Bissau                    | Esta é a Nossa Pátria Bem Amada                           | C'est à notre patrie bien-aimée                                 | 1974                                        |               |
| Guinée équatoriale               | Caminemos pisando las sendas de nuestra inmensa felicidad | Marchons en foulant le chemin de notre immense joie             | 1968                                        |               |
| Guyana                           | Dear Land of Guyana, of Rivers and Plains                 | Cher Pays de Guyana, de Rivières et de Palmiers                 | 1966                                        |               |
| Haïti                            | La Dessalinienne                                          |                                                                 | 1904                                        |               |
| Honduras                         | Tu bandera es un lampo de cielo                           | Ton drapeau est une splendeur au ciel                           | 1915                                        |               |
| Hongrie                          | Isten, áldd meg a magyart                                 | Hymne                                                           | 1844                                        |               |
| Îles Cook                        | Te Atua Mou E                                             | Dieu est la vérité                                              | 1982                                        |               |
| Îles Salomon                     | God Save Our Solomon Islands                              | Dieu sauve nos Iles Salomon                                     | 1978                                        |               |
| Inde                             | Jana Gana Mana                                            | Tu es le souverain de toutes les âmes                           | 1950                                        |               |
| Indonésie                        | Indonesia Raya                                            | Grande Indonésie                                                | 1945                                        |               |
| Irak                             | Mawtini                                                   | Ma patrie                                                       | 2004                                        |               |
| Iran                             | Sorud-é Djomhuri-yé Eslami                                | Hymne de la république islamique                                | 1990                                        |               |
| Irlande                          | Amhrán na bhFiann                                         | La chanson du soldat                                            | 1926                                        |               |
| Islande                          | Lofsöngur                                                 | Hymne                                                           | 1944                                        |               |
| Israël                           | Hatikvah                                                  | L'Espoir                                                        | 1948 (de facto) 2004 (de jure)              |               |
| Italie                           | Fratelli d'Italia                                         | Frères d'Italie                                                 | 1946 (de facto) 2017 (de jure)              |               |
| Jamaïque                         | Jamaica, Land We Love                                     | Jamaïque, terre que nous aimons                                 | 1962                                        |               |
| Japon                            | Kimi ga yo (君が代)                                       | Votre règne                                                     | 1880 (de facto) 1999 (de jure)              |               |
| Jordanie                         | As-salam al-malaki al-ourdouni                            | Longue vie au roi !                                             | 1946                                        |               |
| Kazakhstan                       | Menıñ Qazaqstanym (Менің Қазақстаным)                     | Mon Kazakhstan                                                  | 2006                                        |               |
| Kenya                            | Ee Mungu Nguvu Yetu                                       | Ô Dieu de toute la création                                     | 1963                                        |               |
| Kirghizistan                     | Hymne national de la République kirghize                  |                                                                 | 1992                                        |               |
| Kiribati                         | Kunan Kiribati                                            | Debout Kiribati                                                 | 1979                                        |               |
| Kosovo                           | Europe                                                    |                                                                 | 2008                                        |               |
| Koweït                           | Al-Nasheed Al-Watani                                      | Hymne national                                                  | 1978                                        |               |
| Laos                             | Pheng Xat Lao                                             | Hymne aux gens du Laos                                          | 1947                                        |               |
| Lesotho                          | Lesōthō fatše la bo ntat'a rōna                           | Lesotho, pays de nos ancêtres                                   | 1967                                        |               |
| Lettonie                         | Dievs, Sveti Latviju                                      | Dieu honore la Lettonie                                         | 1920                                        |               |
| Liban                            | Koullouna Lilouataan Lil Oula Lil Alam                    | Tous ! Pour notre pays, notre drapeau et notre gloire           | 1927                                        |               |
| Liberia                          | All Hail, Liberia Hail                                    | Tous Salut, Salut Liberia                                       | 1847                                        |               |
| Libye                            | Lībiyā, Lībiyā, Lībiyā                                    | Libye, Libye, Libye                                             | 2011                                        |               |
| Liechtenstein                    | Oben am jungen Rhein                                      | Haut au-dessus du jeune Rhin                                    | 1963                                        |               |
| Lituanie                         | Tautiška giesmė                                           | Chanson nationale                                               | 1919                                        |               |
| Luxembourg                       | Ons Heemecht                                              | Notre mère-patrie                                               | 1993                                        |               |
| Macédoine du Nord                | Denes nad Makedonija                                      | Aujourd’hui dans la Macédoine                                   | 1992                                        |               |
| Madagascar                       | Ry Tanindrazanay malala ô                                 | Ô, Notre chère patrie                                           | 1958                                        |               |
| Malaisie                         | Negaraku                                                  | Mon Pays                                                        | 1957                                        |               |
| Malawi                           | Mlungu dalitsani malawi                                   | Ô Dieu honore notre pays le Malawi                              | 1964                                        |               |
| Maldives                         | Gavmii mi ekuverikan matii tibegen kuriime salaam         | Dans l'Unité nationale, nous saluons notre nation               | 1965                                        |               |
| Mali                             | Pour l'Afrique et pour toi, Mali                          |                                                                 | 1962                                        |               |
| Malte                            | L-Innu Malti                                              | L'Hymne maltais                                                 | 1964                                        |               |
| Maroc                            | Anachid el watani (النشيد الوطني)                         | Hymne national                                                  | 1956                                        |               |
| Îles Marshall                    | Forever Marshall Islands                                  | Îles Marshall pour toujours                                     | 1991                                        |               |
| Maurice                          | Mère Patrie                                               |                                                                 | 1968                                        |               |
| Mauritanie                       | Nachid al-watani                                          | Chant religieux national                                        | 2017                                        |               |
| Mexique                          | Himno Nacional Mexicano                                   | Hymne national mexicain                                         | 1943                                        |               |
| États fédérés de Micronésie      | Patriots of Micronesia                                    | Patriotes de Micronésie                                         | 1991                                        |               |
| Moldavie                         | Limba noastră                                             | Notre langue                                                    | 1994                                        |               |
| Monaco                           | Hymne monégasque                                          |                                                                 | 1848                                        |               |
| Mongolie                         | Hymne mongol                                              |                                                                 | 1950                                        |               |
| Monténégro                       | Oj, svijetla majska zoro                                  | Ô brillante aube de Mai                                         | 2004                                        |               |
| Mozambique                       | Pátria Amada                                              | Patrie aimée                                                    | 2002                                        |               |
| Namibie                          | Namibia, Land of the Brave                                | Namibie, pays des courageux                                     | 1991                                        |               |
| Nauru                            | Nauru Bwiema                                              | Nauru Notre patrie                                              | 1968                                        |               |
| Népal                            | Sayaun Thunga Phool Ka                                    | Les cent fleurs                                                 | 2007                                        |               |
| Nicaragua                        | Salve a ti                                                | Salut à toi, Nicaragua                                          | 1939                                        |               |
| Niger                            | Pour l'honneur de la patrie                               |                                                                 | 2023                                        |               |
| Nigeria                          | Nigeria, We Hail Thee                                     | Nigéria, nous te saluons                                        | 2024                                        |               |
| Niue                             | Ko e Iki he Lagi                                          | Le seigneur du Paradis                                          | 1974                                        |               |
| Norvège                          | Ja, vi elsker dette landet                                | Oui, nous aimons ce pays                                        | 1864                                        |               |
| Nouvelle-Zélande                 | God Save the King                                         | Que Dieu protège le Roi                                         | 1841                                        |               |
| Nouvelle-Zélande                 | God Defend New Zealand                                    | Que Dieu protège la Nouvelle-Zélande                            | 1977                                        |               |
| Oman                             | Nashid as-Salam as-Sultani                                |                                                                 | 1932                                        |               |
| Ouganda                          | Oh Uganda, Land of Beauty                                 | Ô Ouganda, pays de beauté                                       | 1963                                        |               |
| Ouzbékistan                      | Hymne national de l'Ouzbékistan                           |                                                                 | 1991                                        |               |
| Pakistan                         | Qaumi Tarana                                              | Honorée soit cette terre sacrée                                 | 1954                                        |               |
| Palaos                           | Belau rekid                                               | Nos Palaos                                                      | 1980                                        |               |
| Palestine                        | Fida'i                                                    | Guerrier fedayin                                                | 1996                                        |               |
| Panama                           | Himno Istmeño                                             | Hymne de l'Isthme                                               | 1925                                        |               |
| Papouasie-Nouvelle-Guinée        | O Arise All You Sons of This Land                         | Ô manifestez, tous vous enfants de ce pays                      | 1975                                        |               |
| Paraguay                         | Paraguayos, República o muerte                            | Paraguayos, la République ou mourir                             | 1933                                        |               |
| Pays-Bas                         | Wilhelmus van Nassouwe                                    | Guillaume de Nassau                                             | 1932                                        |               |
| Pérou                            | Somos libres, seámoslo siempre                            | Nous sommes libres, restons-le à jamais                         | 1821                                        |               |
| Philippines                      | Lupang Hinirang                                           | Pays choisi                                                     | 1898                                        |               |
| Pologne                          | Mazurek Dąbrowskiego                                      | La Mazurka de Dąbrowski                                         | 1926                                        |               |
| Portugal                         | A Portuguesa                                              | La Portugaise                                                   | 1911                                        |               |
| Qatar                            | As Salam al Amiri                                         | Vive l'Émir !                                                   | 1996                                        |               |
| République centrafricaine        | La Renaissance                                            |                                                                 | 1960                                        |               |
| République démocratique du Congo | Debout Congolais                                          |                                                                 | 1960; réadopté en 1997                      |               |
| République dominicaine           | Quisqueyanos valientes                                    | La République                                                   | 1934                                        |               |
| République du Congo              | La Congolaise                                             |                                                                 | 1959                                        |               |
| Roumanie                         | Deșteaptă-te, române!                                     | Réveille-toi, Roumain                                           | 1990                                        |               |
| Royaume-Uni                      | God Save the King                                         | Que Dieu protège le Roi                                         | 1745 (officialisation la plus ancienne)     |               |
| Russie                           | Hymne national de la Russie                               |                                                                 | 2000                                        |               |
| Rwanda                           | Rwanda Nziza                                              | Beau Rwanda                                                     | 2002                                        |               |
| Saint-Christophe-et-Niévès       | Oh Land of Beauty                                         | Oh, Pays de beauté                                              | 1983                                        |               |
| Sainte-Lucie                     | Sons and Daughters of Saint Lucia                         | Fils et Filles de Sainte-Lucie                                  | 1979                                        |               |
| Saint-Marin                      | Inno Nazionale della Repubblica                           | Hymne national de la république                                 | 1894                                        |               |
| Saint-Vincent-et-les-Grenadines  | Saint Vincent Land So Beautiful                           | Saint-Vincent, pays si beau                                     | 1979                                        |               |
| Salvador                         | Hymne national du Salvador                                |                                                                 | 1879                                        |               |
| Samoa                            | The Banner of Freedom                                     | La Bannière de la Liberté                                       | 1962                                        |               |
| Sao Tomé-et-Principe             | Independência total                                       | Indépendance totale                                             | 1975                                        |               |
| Sénégal                          | Le Lion rouge                                             | Le Lion rouge                                                   | 1960                                        |               |
| Serbie                           | Bože Pravde                                               | Dieu donne Justice                                              | 1882; 2006                                  |               |
| Seychelles                       | Koste Seselwa                                             | Joignez, tous Seychellois                                       | 1996                                        |               |
| Sierra Leone                     | High We Exalt Thee, Realm of the Free                     | Nous t'exaltons grandement, royaume de la Liberté               | 1961                                        |               |
| Singapour                        | Majulah Singapura                                         | Puisse Singapour progresser                                     | 1965                                        |               |
| Slovaquie                        | Nad Tatrou sa blýska                                      | Tempête sur les Tatras                                          | 1918                                        |               |
| Slovénie                         | Zdravljica                                                | Santé !                                                         | 1989                                        |               |
| Somalie                          | Soomaaliyeey toosoo                                       | Réveille-toi, Somalie                                           | 2012                                        |               |
| Soudan                           | Nahnu Djundulla Djundulwatan                              | Nous sommes l'armée de Dieu et de notre terre                   | 1956                                        |               |
| Soudan du Sud                    | South Sudan Oyee!                                         | Soudan du Sud Hourra!                                           | 2011 (le plus récent)                       |               |
| Sri Lanka                        | Sri Lanka Matha                                           | Mère Sri Lanka                                                  | 1951                                        |               |
| Suède                            | Du gamla, du fria                                         | Toi l'antique, toi le libre                                     | 1844                                        |               |
| Suisse                           | Cantique suisse                                           |                                                                 | 1961 (de facto) 1981 (de jure)              |               |
| Suriname                         | God zij met ons Suriname                                  | Dieu soit avec le Suriname                                      | 1959                                        |               |
| Syrie                            | Homat el Diyar                                            | Gardiens de la Patrie                                           | 1936                                        |               |
| Tadjikistan                      | Surudi milli                                              | Hymne national                                                  | 1994                                        |               |
| Taïwan                           | San Min Chu-i                                             | Les Trois principes du peuple                                   | 1943                                        |               |
| Tanzanie                         | Mungu ibariki Afrika                                      | Dieu honore l'Afrique                                           | 1961                                        |               |
| Tchad                            | La Tchadienne                                             | La Tchadienne                                                   | 1960                                        |               |
| Tchéquie                         | Kde domov můj?                                            | Où est ma patrie ?                                              | 1918                                        |               |
| Thaïlande                        | Phleng Chat                                               | Hymne national                                                  | 1939                                        |               |
| Timor oriental                   | Pátria                                                    | Patrie                                                          | 2002                                        |               |
| Togo                             | Salut à toi, pays de nos aïeux                            |                                                                 | 1960                                        |               |
| Tonga                            | Koe Fasi Oe Tui Oe Otu Tonga                              | Chanson du roi des îles Tonga                                   | 1874                                        |               |
| Trinité-et-Tobago                | Forged from the Love of Liberty                           | Forgé de l'amour de la liberté                                  | 1962                                        |               |
| Tunisie                          | Humat Al-Hima                                             | Défenseurs de la patrie                                         | 1987                                        |               |
| Turkménistan                     | Hymne national turkmène                                   |                                                                 | 2008                                        |               |
| Turquie                          | İstiklâl Marşı                                            | La Marche de l'Indépendance                                     | 1921                                        |               |
| Tuvalu                           | Tuvalu mo te Atua                                         | Les Tuvalu avec Dieu                                            | 1978                                        |               |
| Ukraine                          | Chtche ne vmerla Ukraïny i slava, i volia                 | L'Ukraine n'est pas encore morte                                | 1917                                        |               |
| Uruguay                          | Orientales, la Patria o la tumba                          | Uruguayens, la Patrie ou la Mort !                              | 1833                                        |               |
| Vanuatu                          | Yumi, Yumi, Yumi                                          | Nous, nous, nous                                                | 1980                                        |               |
| Vatican                          | Inno e Marcia Pontificale                                 | Hymne et Marche Pontificaux                                     | 1949                                        |               |
| Venezuela                        | Gloria al bravo pueblo                                    | Gloire au peuple brave                                          | 1881                                        |               |
| Vietnam                          | Tiến Quân Ca                                              | Les troupes avancent                                            | 1945 ; puis 1976 (après la réunification)   |               |
| Yémen                            | République unie                                           |                                                                 | 1990                                        |               |
| Zambie                           | Stand and Sing of Zambia, Proud and Free                  | Levez et chantez de la Zambie, fière et libre                   | 1964                                        |               |
| Zimbabwe                         | Kalibusiswe Ilizwe leZimbabwe                             | Montez haut le drapeau de Zimbabwe                              | 1994                                        |               |

## Autres hymnes nationaux
| État                                         | Titre de l'hymne                               | Titre en français                       | Année d'adoption                                  | Fichier audio |
| -------------------------------------------- | ---------------------------------------------- | --------------------------------------- | ------------------------------------------------- | ------------- |
| Abkhazie                                     | Aiaaira                                        | Victoire                                | 1992                                              |               |
| Anguilla                                     | God Save the King                              | Que Dieu Sauve le Roi                   |                                                   |               |
| Bermudes                                     | God Save the King                              | Que Dieu Sauve le Roi                   |                                                   |               |
| Îles Caïmans                                 | God Save the King                              | Que Dieu Sauve le Roi                   |                                                   |               |
| Catalogne                                    | Els Segadors                                   | Les Moissonneurs                        | 1899                                              |               |
| Chypre du Nord                               | İstiklâl Marşı                                 | La Marche de l'Indépendance             | 1983                                              |               |
| Écosse                                       | Flower of Scotland                             | Fleur d'Écosse                          | 1990                                              |               |
| Îles Féroé                                   | Tú alfagra land mítt                           | Toi mon beau pays                       | 1938                                              |               |
| Région flamande                              | Vlaamse Leeuw                                  | Lion des Flandres                       | 1985                                              |               |
| Galice                                       | Os Pinos                                       | Les Pins                                | 1984                                              |               |
| Canton de Genève                             | Cé qu'è lainô                                  | Celui qui est en haut                   | 1603                                              |               |
| Gibraltar                                    | God Save the King                              | Que Dieu Sauve le Roi                   |                                                   |               |
| Groenland                                    | Nunarput utoqqarsuanngoravit                   | Toi notre vieux pays                    | 1916                                              |               |
| Guernesey                                    | Sarnia Chérie                                  |                                         | 1911                                              |               |
| Canton du Jura                               | La Nouvelle Rauracienne                        |                                         | 1990                                              |               |
| Kosovo                                       | Europe                                         |                                         | 2008                                              |               |
| Îles Malouines                               | God Save the King                              | Que Dieu Sauve le Roi                   |                                                   |               |
| Île de Man                                   | Arrane Ashoonagh dy Vannin                     | Ô Pays de Notre naissance               | 2004                                              |               |
| Canton de Neuchâtel                          | Hymne neuchâtelois                             |                                         | 1898                                              |               |
| Ossétie du Sud-Alanie                        | Hymne national de l'Ossétie du Sud             |                                         | 1995                                              |               |
| Pays basque                                  | Eusko Abendaren Ereserkia                      | Hymne national basque                   | 1983                                              |               |
| Pays de Galles                               | Hen Wlad fy Nhadau                             | Vieux pays de mes ancêtres              | 1856                                              |               |
| Porto Rico                                   | La Borinqueña                                  | La Portoricaine                         | 1952 (pour la musique) et 1977 (pour les paroles) |               |
| Sainte-Hélène, Ascension et Tristan da Cunha | God Save the King                              | Que Dieu Sauve le Roi                   |                                                   |               |
| République arabe sahraouie démocratique      | Yā Banīy As-Saharā                             | O fils du Sahara                        | 1976                                              |               |
| Samoa américaines                            | Amerika Samoa                                  | Samoa Américaines                       | 1950                                              |               |
| Schleswig-Holstein                           | Schleswig-Holstein meerumschlungen             | Schleswig-Holstein, embrassé par la mer |                                                   |               |
| Taïwan                                       | San Min Chu-i                                  | Les Trois principes du peuple           | 1943                                              |               |
| Tchétchénie                                  | Hymne national de la République de Tchétchénie |                                         | 2010                                              |               |
| Tibet                                        | Gyellu                                         |                                         | 1949                                              |               |
| Transnistrie                                 | Hymne national de la Transnistrie              |                                         | 1991                                              |               |
| Îles Turques-et-Caïques                      | God Save the King                              | Que Dieu Sauve le Roi                   |                                                   |               |
| Canton du Valais                             | Notre Valais                                   |                                         | 1890                                              |               |
| Canton de Vaud                               | Hymne vaudois                                  |                                         | 1803                                              |               |
| Îles Vierges des États-Unis                  | Virgin Islands March                           | Marche des Îles Vierges                 | 1919                                              |               |
| Région wallonne                              | Le Chant des Wallons                           |                                         | 1998                                              |               |